# Abi Harding
Abi Harding (* 1982, Bristol) je saxofonistkou a vedlejší vokalistkou anglické indie – alternative rock kapely The Zutons, která se zformovala v Liverpoolu v roce 2001.

## Začátky
Hardingová je jednou ze čtyř dcer evangelického kněze z Bristolu. Navštěvovala školu ve Wavertree, Liverpool, kde údajně byla obětí šikany kvůli svému ne-liverpoolskému přízvuku, a přitom hrála na flétnu. Po několika letech vyměnila flétnu za saxofon, u kterého zůstala.
V roce 1998 šestnáctiletá Abi, její matka, starší sestra Eli a mladší Lizzie, utrpěli vážnou dopravní nehodu, zaviněnou kanadským turistou, který čelně narazil do auta Hardingových. Z nehody se Abi dostala s těmi nejhoršími zraněními, včetně zlomené páteře. Několik měsíců strávila v nemocnici.
Stejně tak jako byla Abi schopnou saxofonistkou, měla i zlato v hrdle a tak si ve svých náctinách přivydělávala soutěžením a vystupováním v karaoke kláních v liverpoolských hospodách.

## The Zutons
Do původně čtyřčlenné skupiny The zutons se Hardingová dostala prostřednictvím jednoho z členů kapely. Sean Payne, bubeník skupiny, s kterým je Abi momentálně zasnoubená, ji nabídl doprovázení jejich vystoupení hrou na saxofon. Zbytku kapely se zakomponování saxofonu do hudby zamlouvalo, a po několika měsících se Abi Harding stala plnohodnotným členem kapely.

## Harding jako módní ikona
Abi vždy byla velmi populárním členem kapely The Zutons, neboť svým svěžím vzhledem a pravidelnými rozhovory si jistou popularitu získala. Často nosí krátké šaty nebo minisukně a charakteristické pro ni je – barefooting, aneb chození a vystupování bosa. Pro britský tisk také uvedla, že jako první věc, kterou si užívá ráno je projížďka na kole; dále že má slabost pro čokoládu a má ráda spodní prádlo La Perla. Mezinárodním magazínem "For Him Magazine" byla Abi Harding zvolena v roce 2007 95. nejvíce sexy ženou na světě.